# Гран-прі Касабланки 1932
Гран-прі Касабланки 1932 (фр. II Grand Prix de Casablanca) — незаліковий етап Європейського чемпіонату з автоперегонів Гран-прі 1932 року, що відбувся 22 травня на міській трасі в Анфі.
Переможцем став Марсель Леу. Найкращий час показав Жан-П'єр Вімій.

## Передумови
Гран-прі Касабланки відбувався в той же день, що і перегони Афусреннен в Німеччині. Деякі водії подали заявки на обидва заходи. Серед них були і Акілле Варці та Луї Широн, що були єдиними представниками заводської команди Bugatti. Коли стало зрозумілим, що команда Bugatti їде до Берліна, а не до Африки, розлючені організатори Гран-Прі Касабланки подали протест проти участі Варці та Широна в Афусреннен з приводу того, що подвійні записи не є прийнятними. Протест було задоволено.

## Заявки
| Класс    | Пілот                  | Автівка                  | Двигун   |
| -------- | ---------------------- | ------------------------ | -------- |
| Libre    |                        |                          |          |
| 1        | Жан-П'єр Вімій         | Bugatti T51              | 2.3 S-8  |
| 2        | Філіп Етанселен        | Alfa Romeo 8C 2300 Monza | 2.3 S-8  |
| 3        | Бенуа Фальчетто        | Bugatti T51              | 2.3 S-8  |
| 4        | Жан Ґопійя             | Bugatti T51              | 2.3 S-8  |
| 5        | Еллє Ніс               | Bugatti T35C             | 2.0 S-8  |
| 6        | Ґоффредо Дзеандер      | Alfa Romeo 8C 2300 Monza | 2.3 S-8  |
| 7        | Жан де Малеплан        | Maserati 26M             | 2.5 S-8  |
| 8        | Станіслав Чайковський  | Bugatti T51              | 2.3 S-8  |
| 9        | Марсель Леу            | Bugatti T54              | 5.0 S-8  |
| 10       | Луї Трентіньян         | Bugatti T35С             | 2.0 S-8  |
| 11       | Доменічі               | Bugatti T35С             | 2.0 S-8  |
| 12       | П'єр Фелікс            | Alfa Romeo 8C 2300 Monza | 2.3 S-8  |
| 13       | Шарль Дрюк             | Bugatti T35С             | 2.0 S-8  |
| 14       | Ґай Молл               | Bugatti T35С             | 2.0 S-8  |
| 15       | Луї Широн              | Bugatti                  |          |
| 16       | Акілле Варці           | Bugatti                  |          |
| 1500 см3 |                        |                          |          |
| 17       | Анна Сесіль Роуз-Ітьєр | Bugatti T37А             | 1.5 S-4  |
| 18       | Луї Жолі               | Maserati 26M             | 1.5 S-8  |
| 19       | Жозе Скарон            | Amilcar MC0              | 1.3? S-6 |
| 20       | Еммануель Ґальба       | Bugatti T37А             | 1.5 S-4  |
| 21       | Анрі Дюран             | Bugatti T37А             | 1.5 S-4  |
| 22       | Андре Ваньє            | Bugatti T37А             | 1.5 S-4  |
| 23       | П'єр Вейрон            | Maserati 26M             | 1.5 S-8  |
| 24       | Чікіто                 | Bugatti T37А             | 1.5 S-4  |
| 25       | Маргеріт Мароз         | Bugatti T39              | 1.5 S-8  |
| 26       | Клод Озанна            | Bugatti T39              | 1.5 S-8  |

## Перед стартом
Величезний натовп зібрався на вулицях та трибунах. Погода була чудовою для глядачів, однак, сильний зустрічний вітер з моря заважав гонщикам, знижуючи максимальну швидкість на прямій вздовж узбережжя.
Захід розпочався заїздами мотоциклів у класах з об'ємом двигуну 350 см3 та 500 см3. О 2.40 опівдні було призначено початок перегонів автівок.
Окрім Варці та Широну, з нез'ясованих причин не з'явилася також заявлені мадемуазель Еллє Ніс, мадам Маргеріт Мароз та Клод Озанна. На стартовій решітці вишикувалися сім рядів автівок по три у кожному. 

## Хід перегонів
Вімій очолив гонку разом з Леу, Фальчетто, Етанселеном та Чайковським. За першу позицію розгорнулася боротьба між Вімієм та Леу, за третю змагалися останні. Такий стан речей зберігався більшу частину гонки.
Дзеандер та Молл зійшли. Етанселен обігнав Фальчетто. Після десяти кіл Вімій випереджав Леу на 16 секунд, а Етанселена, за яким невідривно слідували Фальчетто й Чайковський, — на 40.  Чайковський, зрештою, обігнав Фальчетто, а згодом, ймовірно, й Етанселена.
На половині дистанції Вімій випереджав Леу на 52 секунди. За ними йшли Етанселен, Чайковський, де Малеплан, Вейрон та Ґопійя. На 28 колі Вімій заїхав на піт-стоп змінити шини та залити палива, пропустивши Леу вперед. «Алжирець» зупинився на наступному колі, тож ситуація між лідерів збереглася.
На 32 колі у Вімія раптово заглох двигун, і Леу став першим, випереджаючи найближчого Етанселена на дві хвилини. Зійшло декілька водіїв, серед яких були Трентіньян, Фелікс, Дрюк та Ґопійя. Марсель зберіг лідерство до фінішу. Другою прийшла синя «Монца» Етанселена з відставанням у три з половиною хвилини. Граф Чайковський був третім, Бенуа Фальчетто — четвертим. У класі Formula Libre фінішували також де Малеплан та Домінічі. 
Фальчетто, сповільнюючись, розбив свій Bugatti і його відвезли до лікарні. Там виявилося, що він забив стегно, але без серйозних наслідків. За два тижні він вже зміг виступати на Гран-прі Пікардії. 
У класі вуатюреток лідирував Жолі, за яким слідували Вейрон та Скарон. Останній згодом відстав від двох Maserati. Однак, незабаром Жолі зійшов, а Вейрон утримував лідерство до кінця. Дюран став в їхньому класі другим, Скарон зі значним відставанням — третім.

## Результати
|      | Пілот                  | Конструктор | Кіл | Час       | Клас       |
| ---- | ---------------------- | ----------- | --- | --------- | ---------- |
| 1    | Марсель Леу            | Bugatti     | 47  | 3:19:29.2 |            |
| 2    | Філіп Етанселен        | Alfa Romeo  | 47  | + 3:31,8  |            |
| 3    | Станіслав Чайковський  | Bugatti     | 47  | + 6:03,6  |            |
| 4    | Бенуа Фальчетто        | Bugatti     | 47  | + 7:42    |            |
| 5    | Жан де Малеплан        | Maserati    | 47  | + 22:05,2 |            |
| 6    | П'єр Вейрон            | Maserati    | 47  | + 23:00,2 | voiturette |
| 7    | Анрі Дюран             | Bugatti     | 47  | + 24:36,6 | voiturette |
| 8    | Доменічі               | Bugatti     | 47  | + 26:23,2 |            |
| 9    | Жозе Скарон            | Amilcar     | 47  | + 31:18,6 | voiturette |
| 10   | Анна-Сесіль Роуз-Ітьєр | Bugatti     | 47  | + 33:41,0 | voiturette |
| 11   | Еммануель Ґальба       | Bugatti     | 47  | + 36:50,2 | voiturette |
| 12   | Чікіто                 | Bugatti     | 46  | + 1 коло  | voiturette |
| Схід | Луї Жолі               | Maserati    |     |           | voiturette |
| Схід | Андре Ваньє            | Bugatti     |     |           | voiturette |
| Схід | Ґай Молл               | Bugatti     |     |           |            |
| Схід | Ґоффредо Дзеандер      | Alfa Romeo  |     |           |            |
| Схід | Жан-П'єр Вімій         | Bugatti     | 32  | двигун    |            |
| Схід | П'єр Фелікс            | Alfa Romeo  |     |           |            |
| Схід | Луї Трентіньян         | Bugatti     |     |           |            |
| Схід | Шарль Дрюк             | Bugatti     | 3   |           |            |
| Схід | Жан Ґопійя             | Bugatti     |     |           |            |